# Ijaw
Gli Ijaw, noti anche come Ịjọ, sono un gruppo etnico originario della regione del delta del Niger in Nigeria. Con una popolazione stimata di 15 milioni di individui nel 2023, pari a circa il 6,9% della popolazione del paese, gli Ijaw risultano essere il quarto gruppo etnico più numeroso della Nigeria, dopo i tre maggiori gruppi degli Hausa, Yoruba e Igbo.
Gli Ijaw vivono prevalentemente negli stati di Bayelsa, Delta e Rivers, con una popolazione significativa anche negli stati di Edo, Lagos, Ondo, e Akwa Ibom. Comunità di emigranti Ijaw si trovano anche nella Nigeria centro-settentrionale, nel resto dell'Africa occidentale fino alla Sierra Leone e al Gabon, così come in Europa e in Nord America.
Parlano la lingua ijaw, parte delle lingue ijoidi, considerate dai linguisti moderni come una famiglia linguistica indipendente, e si definiscono nella loro lingua come Izon.

## Storia

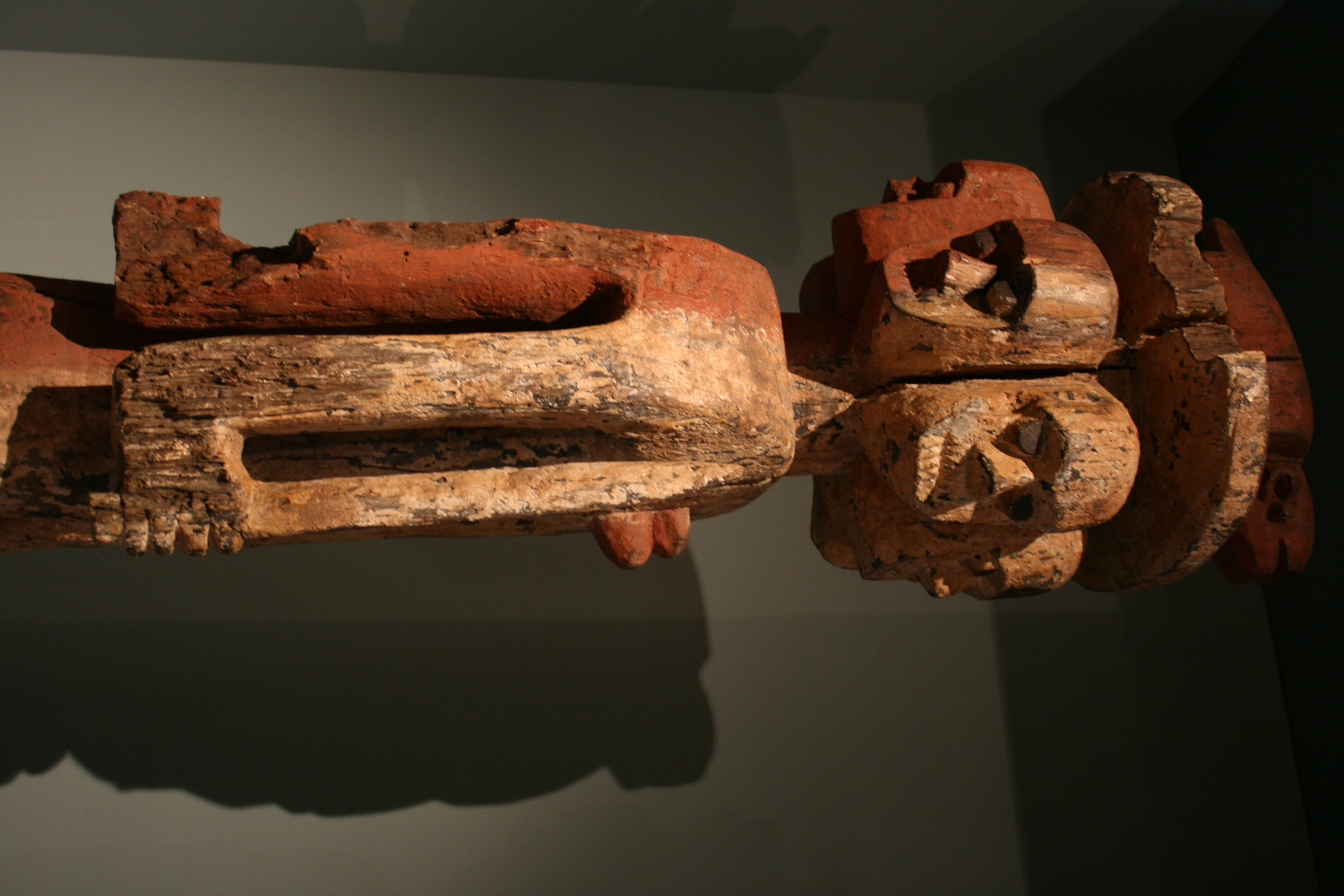
statua ijaw raffigurante "le molte facce dei nemici"

Gli Ijaw sono uno dei più antichi popoli della Nigeria: alcuni dei primi ritrovamenti archeologici riferibili alle tribù Ijaw sono stati datati all'inizio dell'800 a.C. Nel complesso, la cronologia fornita dagli scavi archeologici offre circa 3.000 anni di prove della storia e della presenza di questo popolo nel delta del Niger.
Agadagba-bou, la più antica città-stato Ijaw, esistette per più di 400 anni, durando fino al 1050 d.C. A causa di conflitti interni e violenti sconvolgimenti meteorologici fu abbandonata, e alcuni dei suoi discendenti fondarono un'altra città nell'XI secolo chiamata Isoma-bou, che durò fino al XVI secolo.
Prima dell'arrivo degli europei, il popolo Ijaw era suddiviso in circa 50 clan diversi, che commerciavano tra loro. Nel XII secolo il numero di stati Ijaw aumentò e, nel XVI secolo, gli Ijaw formarono una serie di potenti regni con un forte governo centrale. L'economia Ijaw era sostenuta prevalentemente dalla pesca e ogni gruppo rivendicava una cultura specifica e autonomia dagli altri.
Gli Ijaw furono uno dei primi popoli della Nigeria ad avere contatti con gli occidentali, e furono attivi come intermediari nel commercio tra gli europei e le popolazioni dell'interno, soprattutto nell'epoca precedente alla scoperta del chinino, quando l'Africa occidentale era ancora conosciuta come il "cimitero dell'uomo bianco" a causa della presenza endemica di malaria, febbre e caldo. Alcuni dei lignaggi commerciali basati sulla parentela che sorsero tra gli Ijaw si svilupparono in importanti società conosciute come "case"; ogni casa aveva un leader eletto e una flotta di canoe da guerra da utilizzare per proteggere il commercio e combattere i rivali.
Essendo un popolo marittimo, molti Ijaw furono impiegati nel settore della navigazione mercantile all'inizio e alla metà del XX secolo. Con l'avvento dell'esplorazione di petrolio e gas nel loro territorio, alcuni sono ora impiegati in quel settore. Un'altra occupazione importante è il servizio nel settore dell'amministrazione civile degli stati nigeriani di Bayelsa e Rivers, dove sono predominanti.
Gli estesi programmi di borse di studio all'estero sponsorizzati dal governo statale negli anni '70 e '80 hanno anche portato a una presenza significativa di professionisti Ijaw in Europa e Nord America (la cosiddetta "diaspora Ijaw"). Un altro fattore che contribuisce a questa fuga di capitale umano è la povertà assoluta nella loro terra ancestrale, derivante da decenni di abbandono della popolazione da parte del governo nigeriano e delle compagnie petrolifere, nonostante la continua prosperazione dell'industria petrolifera in questa regione dagli anni ’50.

### Storia recente
Nel dicembre 1998 la "Conferenza di tutti i giovani Ijaw" ha formalizzato le rivendicazioni Ijaw con la costituzione dell'Ijaw Youth Movement (IYM) e l'emissione della "Dichiarazione di Kaiama". In essa, le preoccupazioni di lunga data degli Ijaw sulla perdita del controllo della loro patria e delle loro stesse vite a causa delle compagnie petrolifere sono state unite all'impegno per un'azione diretta. Nella dichiarazione e in una lettera alle compagnie, gli Ijaw hanno chiesto alle compagnie petrolifere di sospendere le operazioni e ritirarsi dal territorio. L'IYM si è impegnato a "lottare pacificamente per la libertà, l'autodeterminazione e la giustizia ecologica" e ha preparato una campagna di celebrazione, preghiera e azione detta "Operazione Cambiamento Climatico" a partire dal 28 dicembre 1998.
Nello stesso mese, due navi da guerra e 10-15.000 soldati nigeriani occuparono gli stati di Bayelsa e Delta mentre l'IYM si mobilitava per l'Operazione Cambiamento Climatico. La mattina del 30 dicembre 1998, duemila giovani sfilarono per Yenagoa, vestiti di nero, cantando e ballando. I soldati aprirono il fuoco con fucili, mitragliatrici e gas lacrimogeni, uccidendo almeno tre manifestanti e arrestandone altri venticinque. Dopo che una marcia che chiedeva il rilascio dei detenuti fu respinta dai soldati, altri tre manifestanti furono uccisi a colpi di arma da fuoco. Il capo dei ribelli di Yenagoa, Oweikuro Ibe, fu arso vivo nella sua villa il 28 dicembre 1998. L'esercito dichiarò lo stato di emergenza in tutto lo stato di Bayelsa, impose un coprifuoco dall'alba al tramonto e vietò le riunioni. Ai posti di blocco militari, i residenti locali furono duramente picchiati o detenuti. Di notte, i soldati invasero le case private, terrorizzando i residenti con percosse e le donne e le ragazze con stupri.
Il 4 gennaio 1999, circa cento soldati della base militare presso la struttura Escravos della Chevron attaccarono Opia e Ikiyan, due comunità Ijaw nello Stato del Delta. Bright Pablogba, il leader tradizionale di Ikiyan, che era giunto al fiume per negoziare con i soldati, fu colpito insieme a una bambina di sette anni e forse a decine di altre persone. Delle circa mille persone che vivevano nei due villaggi, quattro furono trovate morte e sessantadue risultavano ancora disperse mesi dopo l'attacco. Gli stessi soldati diedero alle fiamme i villaggi, distrussero canoe e attrezzature da pesca, uccisero bestiame e distrussero chiese e santuari religiosi.
Ciononostante, l'Operazione Cambiamento Climatico continuò, e interruppe le forniture di petrolio nigeriane per gran parte del 1999 chiudendo le valvole nel territorio Ijaw. Nel contesto di un forte conflitto tra gli Ijaw e il governo federale nigeriano (e la sua polizia e il suo esercito), i militari compirono il massacro di Odi, uccidendo decine se non centinaia di Ijaw.
Le recenti azioni degli Ijaw contro l'industria petrolifera hanno incluso sia rinnovati sforzi di azioni non violente sia attacchi militarizzati alle installazioni petrolifere, ma senza vittime umane tra i lavoratori petroliferi stranieri nonostante la presa di ostaggi. Questi attacchi sono solitamente in risposta al mancato rispetto da parte delle compagnie petrolifere dei memorandum d'intesa con le loro comunità ospitanti.

## Cultura e società

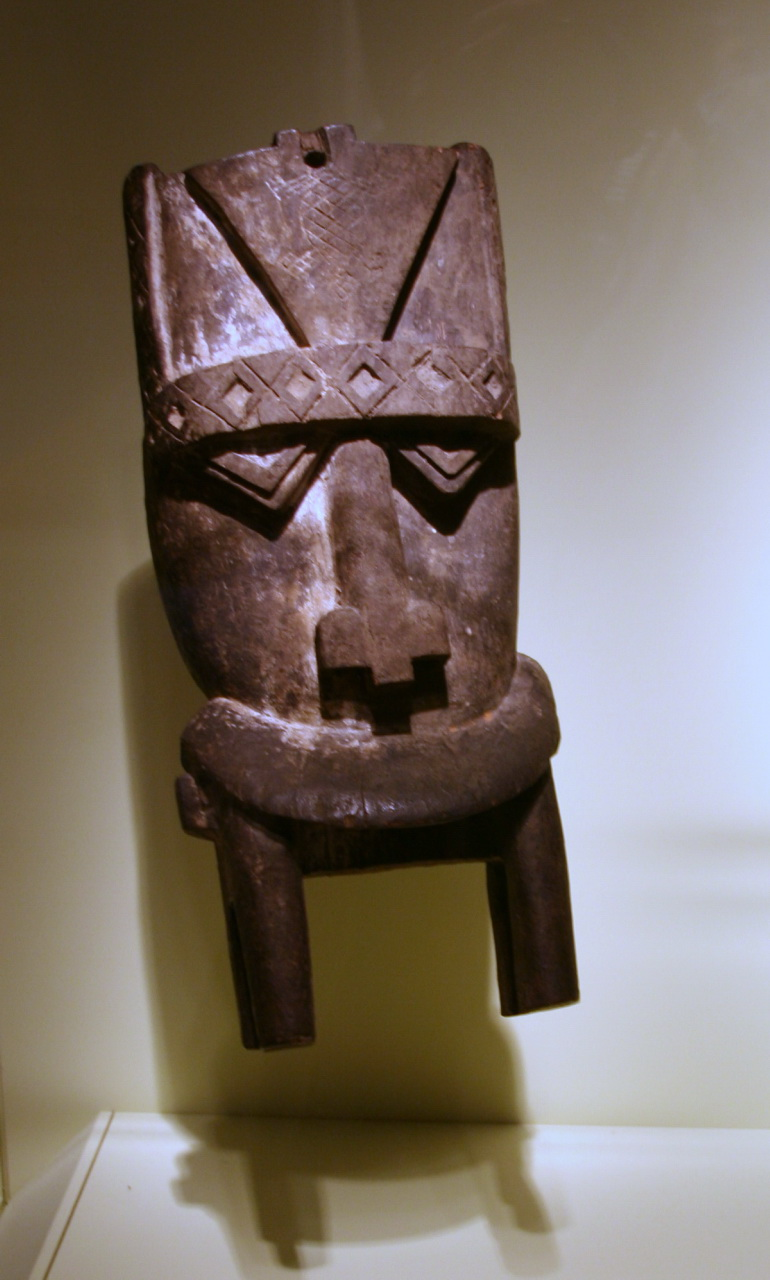
maschera ijaw, primo XX secolo, National Museum of African Art.

Il popolo Ijaw vive tradizionalmente di pesca, integrata dall'agricoltura e dal commercio: si coltivano riso, platano, manioca, patate dolci, cocoyam, banane e altre verdure, nonché frutti tropicali come guava, mango e ananas. Pesce essiccato, legname, olio di palma e semi di palma vengono lavorati per l'esportazione. Mentre alcuni clan avevano re potenti e una società stratificata, altri non ebbero governi centralizzati fino all'arrivo del colonialismo britannico.
I matrimoni, i funerali, e i riti di passaggio all'età adulta, specialmente per le donne, sono i momenti di aggregazione principali. Le pratiche religiose tradizionali ruotano attorno agli “spiriti dell’acqua” del fiume Niger (Owuamapu) e al tributo agli antenati. In aggiunta, gli Ijaw praticano una forma di divinazione chiamata Igbadai, che consiste nell'interrogare gli individui recentemente deceduti sulle cause della loro morte. Il popolo Ijaw è inoltre noto per i suoi festival e cerimonie culturali, che spesso durano diversi giorni e includono incontri di lotta, regate in barca e danze tradizionali. Centrale nei festeggiamenti è anche il ruolo delle mascherate, in cui gli uomini che indossano elaborati abiti e maschere intagliate danzano al ritmo dei tamburi e manifestano l'influenza degli spiriti dell'acqua attraverso la qualità e l'intensità della loro danza.

## Ijaw celebri
- Goodluck Jonathan, quattordicesimo presidente della Nigeria
- Finidi George, ex calciatore
- Taribo West, ex calciatore
- Samson Siasia, ex calciatore
- Ideye Brown, calciatore
- Tammy Abraham, calciatore
- Damini Ogulu (Burna Boy), cantante
- Agbani Darego, modella